# Fagonia schimperi
Fagonia schimperi är en pockenholtsväxtart som beskrevs av Presl. Fagonia schimperi ingår i släktet Fagonia och familjen pockenholtsväxter. Inga underarter finns listade i Catalogue of Life.